# Al Harewood
Al Harewood, né le 3 juin 1923 à Brooklyn et mort le 13 mars 2014 (à 90 ans), est un batteur de jazz américain. Il est connu pour avoir collaboré sur les albums de nombreux artistes de jazz, dont Booker Ervin, Stanley Turrentine, Betty Carter, Lou Donaldson, Bobby Hutcherson, Dexter Gordon et Grant Green. 

## Collaborations musicales
- 1960 : Us Three, album de Horace Parlan (Blue Note Records)
- 1961 : Up at Minton's (volumes 1 et 2), avec Stanley Turrentine et Grant Green (Blue Note Records)
- 1961 : Up & Down, album de Horace Parlan (Blue Note Records)